# Still Remains
Still Remains var et metalcore-band, som blev dannet i 2002 i Grand Rapids, Michigan. Bandet gik i opløsning i 2008. 

## Medlemmer

### Den endelige medlemsopstilling
- T.J. Miller – Vokal
- Jordan Whelan – Guitar
- Mike Church – Guitar, bagvokal
- Steve Hetland – Bas
- Ben Schauland – Keyboard
- Adrian "Bone" Green – Trommer

### Tidligere medlemmer
- Zach Roth – Keyboard
- Evan Wiley – Bas
- A.J. Barrette – Trommer
- Jason Wood- Bas
- Cameron MacIntosh – Trommer
- Steve Schallert – Guitar, bagvokal
- Jordan Gilliam – Guitar

## Diskografi
Album
- 2005: Of Love and Lunacy
- 2007: The Serpent
- 2013: Ceasing to Breathe

EP'er
- 2003: Dying with a Smile
- 2004: If Love Was Born to Die

Andre sang
- "Head Like a Hole, Nine Inch Nails cover på High Voltage!: A Brief History of Rock